# AmBitious
AmBitious（アンビシャス）は、日本の男性アイドルグループ。STARTO ENTERTAINMENTのジュニア内ユニットで、2021年10月に結成された。結成時より大倉忠義（SUPER EIGHT）がプロデュースを担当している。現在のメンバーは7名で、ジュニア公式サイトに掲載されている。

## メンバー
※現在の所属はジュニア公式サイトに基づく
- 真弓孟之（まゆみ たけゆき）[4]
- 岡佑吏（おか ゆうり）[4]
- 永岡蓮王（ながおか れお）[4]
- 井上一太（いのうえ いちた）[4]
- 浦陸斗（うら りくと）[4]
- 大内リオン（おおうち りおん）[4]
- 山中一輝（やまなか いつき）[4]

旧メンバー
- 河下楽（かわした がく） - 2025年3月31日付で退所[5][6]
- 吉川太郎（よしかわ たろう） - 2025年3月31日付で退所[5][7]

## 来歴
- 2021年10月、アイドル誌『Myojo』2021年12月号（2021年10月22日発売）で結成が公表される[1]。
- 2023年2月、初の単独舞台『アンビリーバボー』を東京グローブ座／サンケイホールブリーゼで上演[8][9]。
- 2025年3月31日、河下楽・吉川太郎が退所[5][6]。

## 出演

### 舞台
- 『アンビリーバボー』（2023年2月） - 単独舞台[10]